# Interfase y ciencia coloide

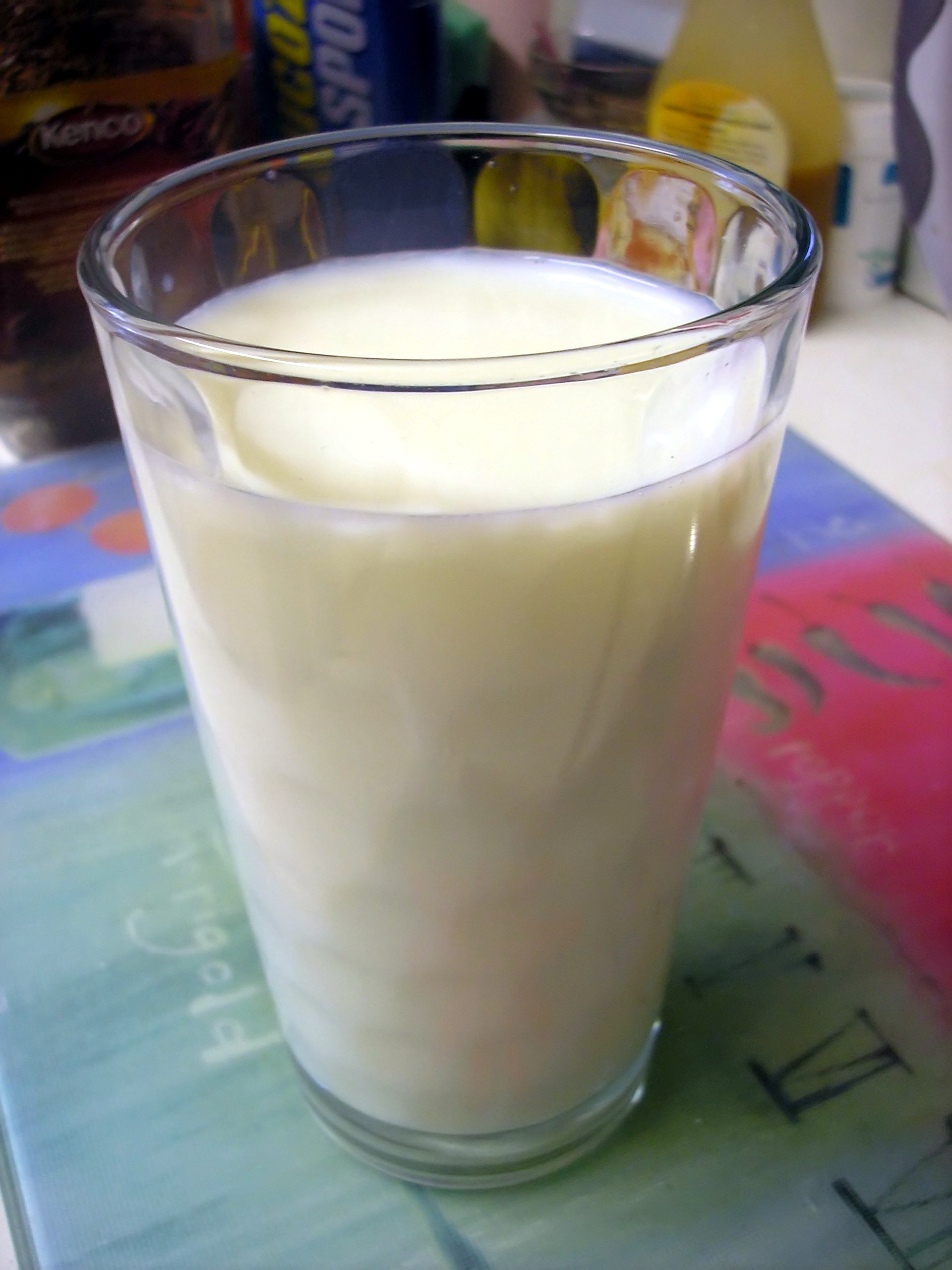
La leche es un coloide emulsionado de glóbulos de grasa líquida dispersos dentro de una solución a base de agua.

La ciencia de interfase y coloide es una intersección interdisciplinaria de ramas de química, física, nanociencia y otros campos relacionados con coloides, sistemas heterogéneos que consisten en una mezcla mecánica de partículas entre 1 nm (nanómetros) y 1000 nm dispersas en un medio continuo.
Una dispersión coloidal es una mezcla heterogénea en la cual el tamaño de partícula de la sustancia es intermedio entre una solución verdadera y una suspensión, es decir, entre 1 nm y 1000 nm. El humo de un incendio es un ejemplo de un sistema coloidal en el que pequeñas partículas de sólido flotan en el aire. Al igual que las soluciones reales, las partículas coloidales son pequeñas y no se pueden ver a simple vista. Pasan fácilmente a través del papel de filtro. Pero las partículas coloidales son lo suficientemente grandes como para ser bloqueadas por papel pergamino o membrana animal.
La ciencia de la interfase y el coloide tiene aplicaciones y ramificaciones en la industria química, farmacéutica, biotecnología, cerámica, minerales, nanotecnología y microfluidos, entre otros.
Hay muchos libros dedicados a esta disciplina científica, y hay un glosario de términos Nomenclatura en Ciencia y Tecnología de Dispersión, publicado por el Instituto Nacional de Estándares y Tecnología de los Estados Unidos (NIST).